# Odoljen
Odoljen (valerijana, lat. Valeriana) je biljni rod u porodici kozokrvnica raširen po svim kontinentima osim Australije. Pripada mu preko 360 vrsta trajnica, loza i polugrmova. Pravi odoljen (V. celtica) raste u Francuskoj i Italiji. U Hrvatskoj postoji svega nekoliko vrsta, dvodomni odoljen, planinski ili brdski odoljen, ljekoviti odoljen, kamenjarski odoljen, trodijelni odoljen, gomoljasti odoljen i V. elongata.

## Vrste
1. Valeriana acutiloba Rydb.
2. Valeriana adscendens Turcz.
3. Valeriana aequiloba Clos
4. Valeriana agrimoniifolia Killip
5. Valeriana ajanensis (Regel & Tiling) Kom.
6. Valeriana albiflora (B. A. Sharipova) B. A. Sharipova
7. Valeriana albonervata B. L. Rob. ex Seaton
8. Valeriana alliariifolia Adams
9. Valeriana alpestris Steven
10. Valeriana altaica Sumnev.
11. Valeriana alternifolia Ledeb.
12. Valeriana alypifolia Kunth
13. Valeriana amurensis P. A. Smirn. ex Kom.
14. Valeriana apiifolia A. Gray ex S. Watson
15. Valeriana apula Pourr.
16. Valeriana arborea Killip & Cuatrec.
17. Valeriana aretiastra Christenh. & Byng
18. Valeriana aretioides Kunth
19. Valeriana arizonica A. Gray
20. Valeriana armena P. A. Smirn.
21. Valeriana asarifolia Dufr.
22. Valeriana aschersoniana Graebn.
23. Valeriana aspleniifolia Killip
24. Valeriana assamensis Gand.
25. Valeriana asterothrix Killip
26. Valeriana atacamensis Bors.
27. Valeriana baltana Graebn.
28. Valeriana bambusicaulis Killip
29. Valeriana barbareifolia M. Martens & Galeotti
30. Valeriana barbulata Diels
31. Valeriana beamanii Barrie
32. Valeriana beddomei C. B. Clarke
33. Valeriana belonantha Christenh. & Byng
34. Valeriana bertiscea Pancic
35. Valeriana boelckei Rossow
36. Valeriana boliviana Britton
37. Valeriana bolkarica Contandr. & Quézel
38. Valeriana bornmuelleri Pilg
39. Valeriana borsinii Rossow
40. Valeriana bracteata Benth.
41. Valeriana bracteosa Phil.
42. Valeriana bractescens (Hook.) Höck
43. Valeriana bridgesii Hook. & Arn.
44. Valeriana briquetiana H. Lév.
45. Valeriana bryophila Barrie
46. Valeriana buxifolia F. G. Mey.
47. Valeriana calcicola Greenm.
48. Valeriana californica A. Heller
49. Valeriana calvescens Briq.
50. Valeriana candolleana Gardner
51. Valeriana caparaoensis Rabuske, Sobral & Iganci
52. Valeriana capensis Thunb.
53. Valeriana capitata Link
54. Valeriana cardamines M. Bieb.
55. Valeriana carnosa Sm.
56. Valeriana castellanosii Borsini
57. Valeriana catharinensis Graebn.
58. Valeriana celtica L.
59. Valeriana cephalantha Schltdl.
60. Valeriana ceratophylla Kunth
61. Valeriana cernua B. Eriksen
62. Valeriana cerosifolia Xena
63. Valeriana chaerophylloides Sm.
64. Valeriana chamaedryfolia Cham. & Schltdl.
65. Valeriana chiapensis Barrie
66. Valeriana chilensis Borsini
67. Valeriana chionophila Popov & Kult.
68. Valeriana clarionifolia Phil.
69. Valeriana clarkei Briq.
70. Valeriana clematitis Kunth
71. Valeriana coarctata Ruiz & Pav.
72. Valeriana colchica Utkin
73. Valeriana coleophylla Diels
74. Valeriana columbiana Piper
75. Valeriana comosa B. Eriksen
76. Valeriana condamoana Graebn.
77. Valeriana connata Ruiz & Pav.
78. Valeriana convallarioides (Schmale) B. B. Larsen
79. Valeriana corymbulosa (Wedd.) Cabrera
80. Valeriana corynodes Borsini
81. Valeriana costata Schmale
82. Valeriana crassifolia Kunth
83. Valeriana crinii Orph. ex Boiss.
84. Valeriana crispa Ruiz & Pav.
85. Valeriana cuatrecasasii F. G. Mey.
86. Valeriana cucurbitifolia Standl.
87. Valeriana cumbemayensis B. Eriksen
88. Valeriana cyclophylla Graebn.
89. Valeriana dageletiana Nakai ex F. Maek.
90. Valeriana daghestanica Rupr. ex Boiss.
91. Valeriana daphniflora Hand.-Mazz.
92. Valeriana decussata Ruiz & Pav.
93. Valeriana deltoidea F. G. Mey.
94. Valeriana densa (Wedd.) Höck
95. Valeriana densiflora Benth.
96. Valeriana descolei Borsini
97. Valeriana dinorrhiza Höck
98. Valeriana dioica L.
99. Valeriana dioscoridis Sm.
100. Valeriana dipsacoides Graebn.
101. Valeriana domingensis Urb.
102. Valeriana dorotheae (Weberling) Christenh. & Byng
103. Valeriana dubia Bunge
104. Valeriana edulis Torr. & A. Gray
105. Valeriana effusa Griseb.
106. Valeriana eichleriana (C. A. Müll.) Graebn.
107. Valeriana elongata Jacq.
108. Valeriana emmanuelii Rzed. & Calderón
109. Valeriana engleriana Höck
110. Valeriana erikae (Graebn.) Christenh. & Byng
111. Valeriana eriophylla (Ledeb.) Utkin
112. Valeriana eupatoria Sobral
113. Valeriana excelsa Poir.
114. Valeriana fauriei Briq.
115. Valeriana fedtschenkoi Coincy
116. Valeriana ferax (Griseb.) Höck
117. Valeriana ficariifolia Boiss.
118. Valeriana flaccidissima Maxim.
119. Valeriana flagellifera Batalin
120. Valeriana fonkii Phil.
121. Valeriana fragilis Clos
122. Valeriana gaimanensis N. Nagah.
123. Valeriana galeottiana M. Martens & Galeotti
124. Valeriana gallinae Barrie
125. Valeriana gilgiana Graebn.
126. Valeriana glaziovii Taub.
127. Valeriana glechomifolia F. G. Mey.
128. Valeriana globiflora Ruiz & Pav.
129. Valeriana globularioides Graebn.
130. Valeriana globularis A. Gray
131. Valeriana gracilipes Clos
132. Valeriana granataea Xena
133. Valeriana grandifolia Phil.
134. Valeriana grisiana Wedd.
135. Valeriana grossheimii Vorosch.
136. Valeriana hadros Graebn.
137. Valeriana hardwickei Wall.
138. Valeriana hebecarpa DC.
139. Valeriana hengduanensis D. Y. Hong
140. Valeriana henrici (Graebn.) B. Eriksen
141. Valeriana herrerae Killip
142. Valeriana hiemalis Graebn.
143. Valeriana himachalensis V. Prakash & Mehrotra
144. Valeriana himalayana Grubov
145. Valeriana hirtella Kunth
146. Valeriana hirticalyx L. C. Chiu
147. Valeriana hispidula Boiss.
148. Valeriana hornschuchiana Walp.
149. Valeriana hsui M. J. Jung
150. Valeriana humboldtii Hook. & Arn.
151. Valeriana hunzikeri Borsini
152. Valeriana hyalinorrhiza Ruiz & Pav.
153. Valeriana iganciana Rabuske & J. Külkamp
154. Valeriana imbricata Killip
155. Valeriana interrupta Ruiz & Pav.
156. Valeriana isoetifolia Killip
157. Valeriana jaeschkei C. B. Clarke
158. Valeriana jasminoides Briq.
159. Valeriana jatamansi Jones
160. Valeriana jelenevskyi P. A. Smirn.
161. Valeriana johannae Weberling
162. Valeriana kamelinii B. A. Sharipova
163. Valeriana karstenii Briq.
164. Valeriana kaschmiriensis Kreyer ex Grubov
165. Valeriana kassarica Char. & Kapeller
166. Valeriana kawakamii Hayata
167. Valeriana kilimandscharica Engl.
168. Valeriana kurtziana Borsini
169. Valeriana laciniosa M. Martens & Galeotti
170. Valeriana lancifolia Hand.-Mazz.
171. Valeriana lapathifolia Vahl
172. Valeriana lasiocarpa Griseb.
173. Valeriana laurifolia Kunth
174. Valeriana laxiflora DC.
175. Valeriana laxissima Standl. & L. O. Williams
176. Valeriana ledoides Graebn.
177. Valeriana lepidota Clos
178. Valeriana leptothyrsos Graebn.
179. Valeriana leschenaultii DC.
180. Valeriana leucocarpa DC.
181. Valeriana leucophaea DC.
182. Valeriana longiflora Willk.
183. Valeriana longitubulosa (Schmale) B. Eriksen
184. Valeriana lyrata Vahl
185. Valeriana macbridei Killip
186. Valeriana macrorhiza Poepp. ex DC.
187. Valeriana malvacea Graebn.
188. Valeriana mandoniana (Wedd.) Höck
189. Valeriana mandonii Britton
190. Valeriana mapirensis (Britton) Weberling
191. Valeriana martjanovii Krylov
192. Valeriana meonantha C. Y. Cheng & H. B. Chen
193. Valeriana merxmuelleri W. Seitz
194. Valeriana microphylla Kunth
195. Valeriana micropterina Wedd.
196. Valeriana minutiflora Hand.-Mazz.
197. Valeriana montana L.
198. Valeriana moonii Arn. ex C. B. Clarke
199. Valeriana moorei Barrie
200. Valeriana moyanoi Speg.
201. Valeriana muelleri Graebn.
202. Valeriana munozii Borsini
203. Valeriana murrayi Krasnob. & Berkut.
204. Valeriana mussooriensis V. Prakash, Aswal & Mehrotra
205. Valeriana nahuelbutae Penneck.
206. Valeriana naidae Barrie
207. Valeriana neglecta R. Bernal
208. Valeriana nelsonii Greenm.
209. Valeriana nigricans Graebn.
210. Valeriana niphobia Briq.
211. Valeriana nivalis Wedd.
212. Valeriana oaxacana Barrie
213. Valeriana oblongifolia Ruiz & Pav.
214. Valeriana obtusifolia DC.
215. Valeriana occidentalis A. Heller
216. Valeriana officinalis L.
217. Valeriana olenaea Boiss. & Heldr.
218. Valeriana oligantha Boiss. & Heldr.
219. Valeriana organensis Gardner
220. Valeriana otomiana Barrie
221. Valeriana palmeri A. Gray ex S. Watson
222. Valeriana paniculata Ruiz & Pav.
223. Valeriana papilla Bertero ex DC.
224. Valeriana pardoana Graebn.
225. Valeriana parviflora (Trevis.) Höck
226. Valeriana parvula Killip
227. Valeriana pauciflora Michx.
228. Valeriana paucijuga Sumnev.
229. Valeriana paulae (Graebn.) Christenh. & Byng
230. Valeriana peltata Clos
231. Valeriana pennellii Killip
232. Valeriana petersenii Weberling & Reese-Krug
233. Valeriana petrophila Bunge
234. Valeriana philippiana Briq.
235. Valeriana phu L.
236. Valeriana phylicoides (Turcz.) Briq.
237. Valeriana pilosa Ruiz & Pav.
238. Valeriana pilosiuscula M. Martens & Galeotti
239. Valeriana pinnatifida Ruiz & Pav.
240. Valeriana plateadensis Á. J. Pérez, C. H. Perss. & J. N. Zapata
241. Valeriana plectritoides Graebn.
242. Valeriana polemoniifolia Phil.
243. Valeriana polybotrya (Griseb.) Höck
244. Valeriana polyclada Briq.
245. Valeriana polystachya Sm.
246. Valeriana potopensis Briq.
247. Valeriana praecipitis A. E. Villarroel & Menegoz
248. Valeriana pratensis Dierb.
249. Valeriana prionophylla Standl.
250. Valeriana protenta B. Eriksen
251. Valeriana psychrophila Briq.
252. Valeriana pulchella M. Martens & Galeotti
253. Valeriana pulvinata (Rauh & Willer) Christenh. & Byng
254. Valeriana punctata F. G. Mey.
255. Valeriana pycnantha A. Gray
256. Valeriana pyramidalis Kunth
257. Valeriana pyrenaica L.
258. Valeriana pyricarpa Borsini
259. Valeriana pyrolifolia Decne.
260. Valeriana quadrangularis Kunth
261. Valeriana quindiensis Killip
262. Valeriana quirorana Xena
263. Valeriana radicalis Clos
264. Valeriana radicata Graebn.
265. Valeriana reitziana Borsini
266. Valeriana renifolia Killip
267. Valeriana reverdattoana Sumnev.
268. Valeriana rhizantha A. Gray
269. Valeriana rigida Ruiz & Pav.
270. Valeriana robertianifolia Briq.
271. Valeriana rosaliana F. G. Mey.
272. Valeriana rossica P. A. Smirn.
273. Valeriana roylei Klotzsch. & Garcke
274. Valeriana rufescens Killip
275. Valeriana ruizlealii Borsini
276. Valeriana rumicoides Wedd.
277. Valeriana rusbyi Britton
278. Valeriana rzedowskiorum Barrie
279. Valeriana salicariifolia Vahl
280. Valeriana saliunca All.
281. Valeriana samolifolia (Bertero) Colla
282. Valeriana saxatilis L.
283. Valeriana saxicola C. A. Mey.
284. Valeriana scandens Loefl. ex L.
285. Valeriana schachristanica Kamelin & B. A. Sharipova
286. Valeriana scouleri Rydb.
287. Valeriana secunda B. Eriksen
288. Valeriana sedifolia d'Urv.
289. Valeriana selerorum Graebn. & Loes.
290. Valeriana senecioides Phil.
291. Valeriana serrata Ruiz & Pav.
292. Valeriana serratifolia J. M. Acosta, L. Salomón & C. A. Zanotti
293. Valeriana sichuanica D. Y. Hong
294. Valeriana sisymbriifolia Vahl
295. Valeriana sitchensis Bong.
296. Valeriana siyuaniana S. S. Ying
297. Valeriana smithii Killip
298. Valeriana sobraliana Rabuske & Iganci
299. Valeriana sorbifolia Kunth
300. Valeriana spathulata Ruiz & Pav.
301. Valeriana speluncaria Boiss.
302. Valeriana sphaerocarpa Phil.
303. Valeriana sphaerocephala Graebn.
304. Valeriana sphaerophora Graebn.
305. Valeriana spicata (Turcz.) Briq.
306. Valeriana spiroflora B. B. Larsen
307. Valeriana stenophylla Killip
308. Valeriana stenoptera Diels
309. Valeriana stolonifera Czern.
310. Valeriana stracheyi C. B. Clarke
311. Valeriana stricta Clos
312. Valeriana stuckertii Briq
313. Valeriana subincisa Benth.
314. Valeriana subsessilifolia D. Y. Hong
315. Valeriana supina Ard.
316. Valeriana tachirensis Xena
317. Valeriana tafiensis Borsini
318. Valeriana tajuvensis Sobral
319. Valeriana tanacetifolia F. G. Mey.
320. Valeriana tangutica Batalin
321. Valeriana tatamana Killip
322. Valeriana tessendorffiana Graebn.
323. Valeriana texana Steyerm.
324. Valeriana theodorici (Weberling) B. Eriksen
325. Valeriana tiliifolia Troitsky
326. Valeriana tomentosa Kunth
327. Valeriana transjenisensis Kreyer
328. Valeriana trichomanes Graebn.
329. Valeriana trichostoma Hand.-Mazz.
330. Valeriana triphylla Kunth
331. Valeriana triplinervis (Turcz.) Briq.
332. Valeriana tripteris L.
333. Valeriana tuberifera Graebn.
334. Valeriana tuberosa L.
335. Valeriana tucumana Borsini
336. Valeriana tunuyanense Méndez
337. Valeriana turkestanica Sumnev.
338. Valeriana tzotziliana Barrie
339. Valeriana ulei Graebn.
340. Valeriana uliginosa (Torr. & A. Gray) Rydb.
341. Valeriana urbani Phil.
342. Valeriana urticifolia Kunth
343. Valeriana vaga Clos
344. Valeriana vaginata Kunth
345. Valeriana valdiviana Phil.
346. Valeriana velutina Clos
347. Valeriana verrucosa Schmale
348. Valeriana verticillata Clos
349. Valeriana vetasana Killip
350. Valeriana vilcabambensis Sylvester & Barrie
351. Valeriana virescens Clos
352. Valeriana virgata Ruiz & Pav.
353. Valeriana volkensii Engl.
354. Valeriana wandae (Graebn. & Tessend.) Christenh. & Byng
355. Valeriana warburgii Graebn.
356. Valeriana weberbaueri Graebn.
357. Valeriana weddelliana Rouy
358. Valeriana wolgensis Kazak.
359. Valeriana xenophylloides Sklenár & B. Eriksen
360. Valeriana yacuriensis Sklenár & B. Eriksen
361. Valeriana zamoranensis Rzed. & Calderón
362. Valeriana zapotecana Barrie
363. Valeriana × braunii-blanquetii Lakusic
364. Valeriana × ekmanii F. G. Mey.
365. Valeriana × gesneri Brügger